# アラン・ロングミュアー
アラン・ロングミュアー（Alan Longmuir、1948年6月20日 - 2018年7月2日）は、スコットランド人ミュージシャンで、1970年代のポップ・グループ、ベイ・シティ・ローラーズの創設メンバーのひとり。ベイ・シティ・ローラーズではベースを担当し、弟のデレク・ロングミュアーがドラマーだった。

## 生涯
ロングミュアーは、エディンバラのシンプソン記念産科別棟病院 (Simpson Memorial Maternity Pavilion Hospital) で生まれた。父は葬儀屋だった。音楽一家に育ったロングミュアーは、17歳で自身最初のバンドを、弟のデレクと、他の2人のメンバーとともに結成した。このバンドは、名前やメンバーのラインナップを変えながら、やがてベイ・シティ・ローラーズとなった。バンドで成功するまで、彼は配管工として働いていた。
1976年、ベイ・シティ・ローラーズの人気が最高潮に達した時期に、アラン・ロングミュアーはバンドを脱退し、代わって10歳年下のリズム・ギタリスト、イアン・ミッチェルがメンバーとなったが、ミッチェルもほどなくして脱退し、代わってパット・マッグリンが加入した。当時、バンドのマネージャーだったタム・ペイトンは、ロングミュアーが自殺を図ったと述べた。しかし、ペイトン自身の不適切な振る舞いが、バンドのメンバーの一部の不興を買っていたことが後に明らかにされた。
1978年にマッグリンが脱退すると、ロングミュアーはバンドに復帰し、その後はベース、リズムギター、キーボードを曲によって持ち替えながら演奏した。彼はまた、鍵盤アコーディオンの演奏もこなした。
1981年にはドイツの劇映画『Burning Rubber』に出演したが、俳優としてのキャリアは拓けなかった。
ロングミュアーは2度結婚しており、最初の妻ジャン・ロングミュアーとは1985年から離婚する1990年まで一緒で、ひとり息子ジョーダン (Jordan) をもうけた。2度目の結婚相手アイリーン・ランキン (Eileen Rankin) とは、1998年から死去するまで一緒で、ふたりの息子たちをもうけた。2016年には、アイリーンが、バンドの再結成コンサートにおける夫であるアラン・ロングミュアーの演奏を批判した別のバンド・メンバーの妻を相手に、舞台裏で喧嘩沙汰になったと報じられた。
クラックマナンシャーのドラーでキャッスル・キャンベル・ホテル (Castle Campbell Hotel) のオーナーに収まっていた頃、ロングミュアーは心筋梗塞で2度、脳卒中で1度倒れたが、2000年には、建築検査員としての再教育を受けることを決意した。
ロングミュアーは、2018年7月2日に、スコットランドのラーバートにあるフォース・バレー王立病院で、休暇で訪れたメキシコで感染した病気のために死去したが、これはカンクンのガレニア病院 (Hospital Galenia) で入院し、退院して帰国した上でのことであった。70歳であった。